# 인간과 바다
《인간과 바다》는 월요일 밤 10시 50분 부터 11시 40분까지 EBS 1TV에서 방송하는 교양 프로그램이다.